# Doações de Sisto IV aos Museus Capitolinos

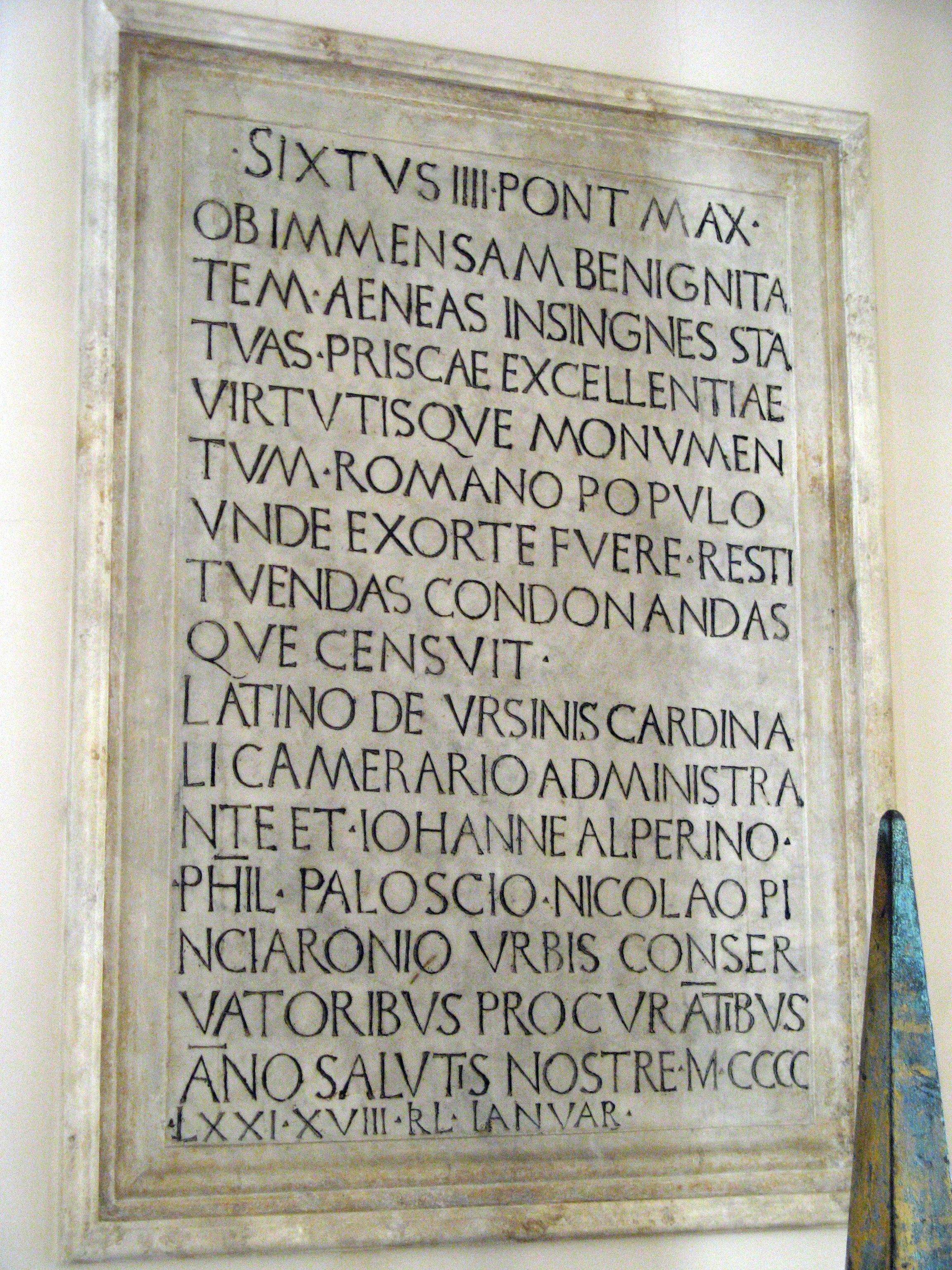
A inscrição comemorativa da doação

O interesse do papa Sisto IV por antiguidades era evidente desde os primeiros anos de seu pontificado.
Em 14 de dezembro de 1471, poucos meses após sua ascensão ao trono papal, o papa expressou seu desejo de fundar um museu para abrigar muitas das obras-primas antigas em sua posse.
As coleções dos Museus Capitolinos nasceram com a entrega de valiosos artefatos antigos ao Senado Romano para guarda. Entre eles, estavam várias estátuas de bronze do Palácio de Latrão. Todos os cidadãos romanos podiam agora se aproximar e apreciar essas grandes obras-primas da arte romana.
O pontífice também considerou necessário restaurar e preservar alguns dos monumentos antigos mais importantes e grandes bronzes da era romana; em 1473-1474, Sisto IV restaurou a famosa estátua equestre de Marco Aurélio.

## Os grandes bronzes do Latrão ao Monte Capitolino
A doação dos grandes bronzes ao povo romano atesta a "profunda paixão pela antiguidade" do pontífice, um humanista com formação filosófica e amante de antiguidades.
O povo romano era considerado o dono de todas as riquezas existentes na Roma Antiga; seus sucessores, contemporâneos do pontífice, eram, portanto, seus herdeiros legítimos; as estátuas lhes pertenciam por direito, como todas as encontradas em solo romano.
O primeiro núcleo de obras que chegaram do Latrão ao Monte Capitolino era composto pela Loba, o Camilo, o chamado Spinario e os restos de uma estátua colossal de bronze representando Constantino ou seu filho Constâncio II: cabeça, mão e globo (ao qual se acrescenta um pé de bronze colossal, não pertencente a esta obra, mas frequentemente associado a ela).
Os bronzes foram inicialmente colocados ao ar livre, na sala de despensa do Palazzo dei Conservatori, e algumas décadas depois foram movidos para dentro do edifício.
O interesse pelas obras continuou a crescer; atenção especial foi dada aos testemunhos da história republicana antiga, muitos dos quais foram restaurados graças ao financiamento dos próprios conservadores, que, para fins de propaganda, restauraram a integridade externa das obras.
Os mesmos Conservadores são também responsáveis pela chegada ao Capitólio de outra obra descoberta durante o pontificado de Sisto IV: a estátua de bronze dourado de Hércules, a primeira escultura proveniente de uma escavação a fazer parte da coleção Capitolina.

## Galeria de imagens

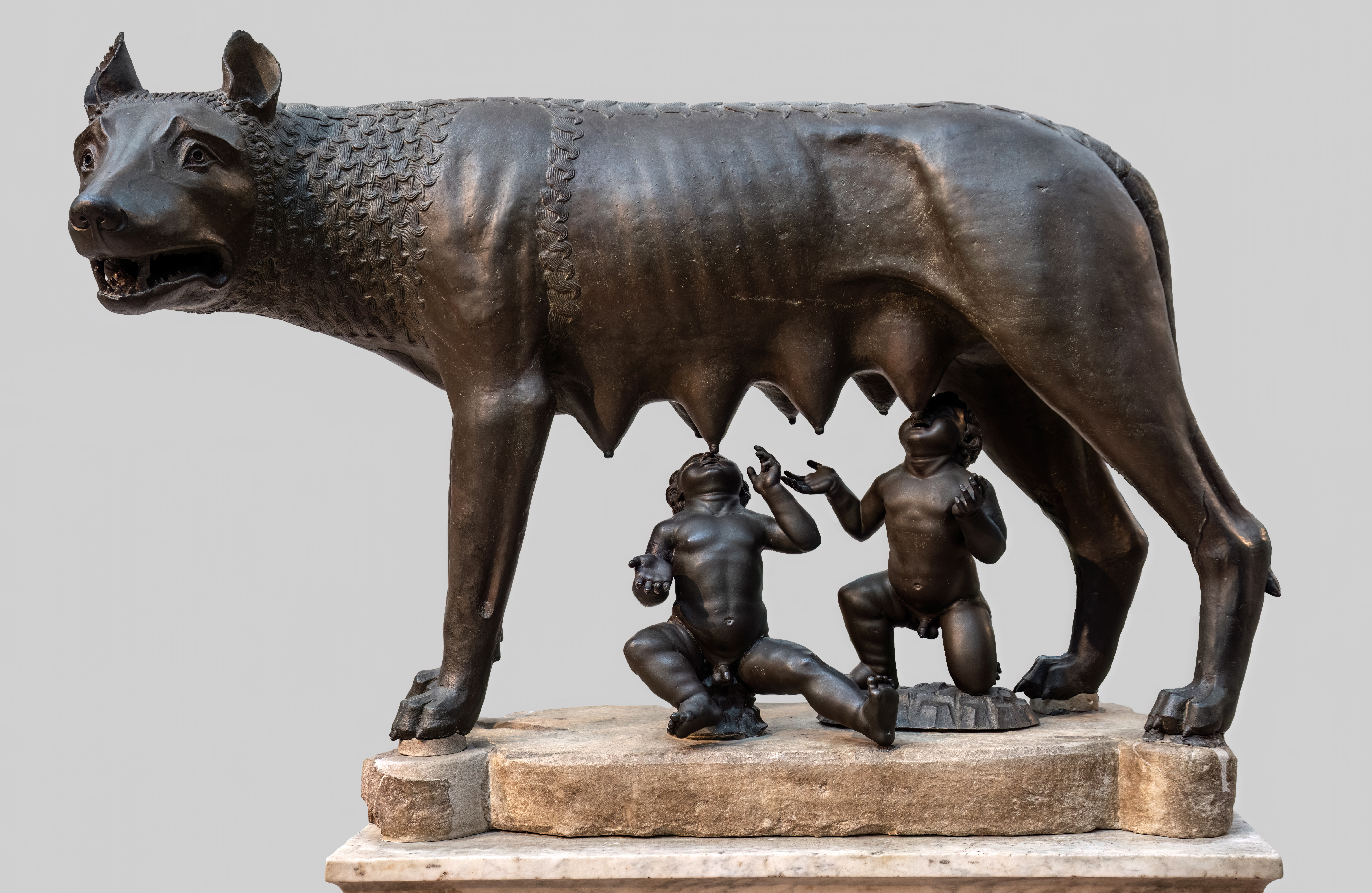
Lupa Capitolina
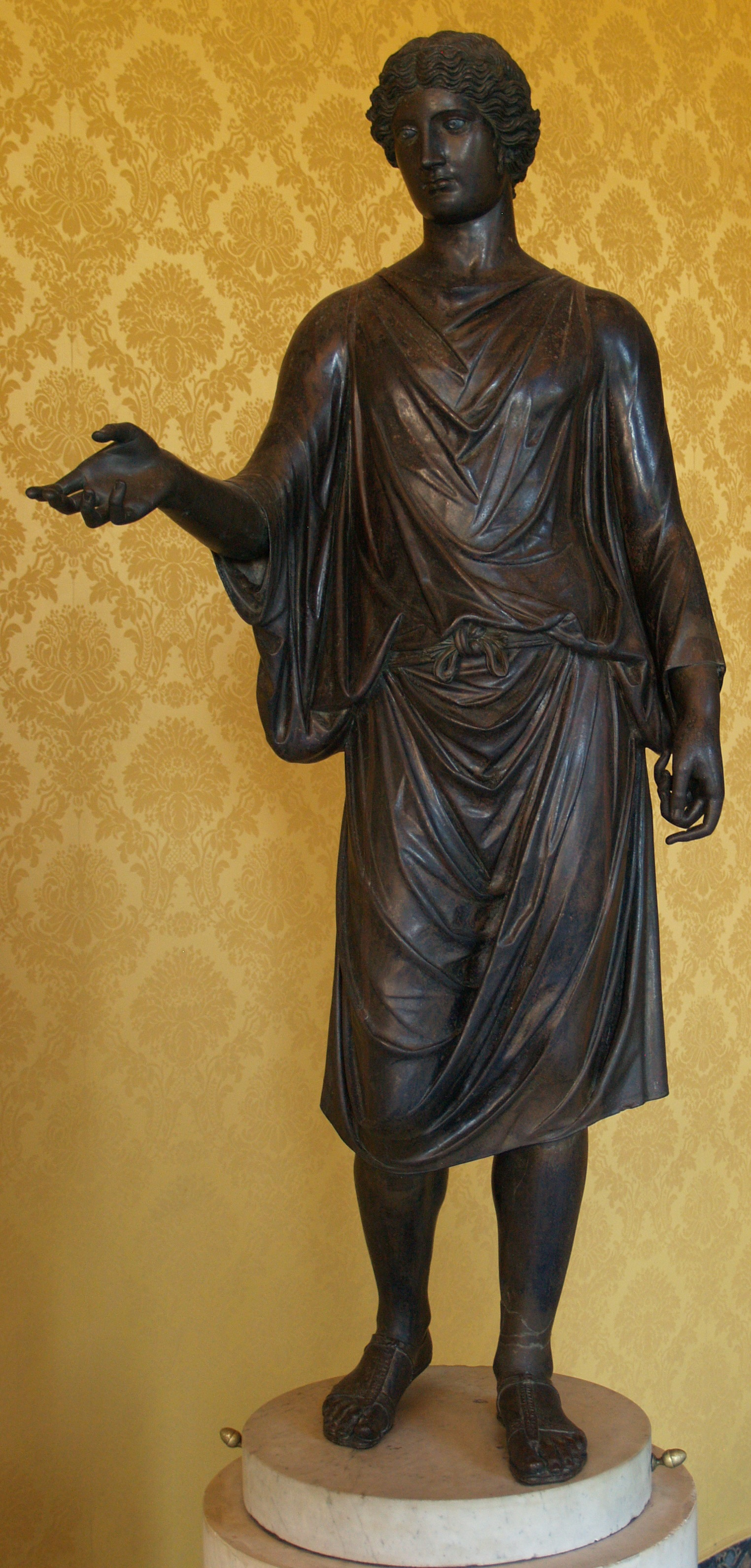
Camilo
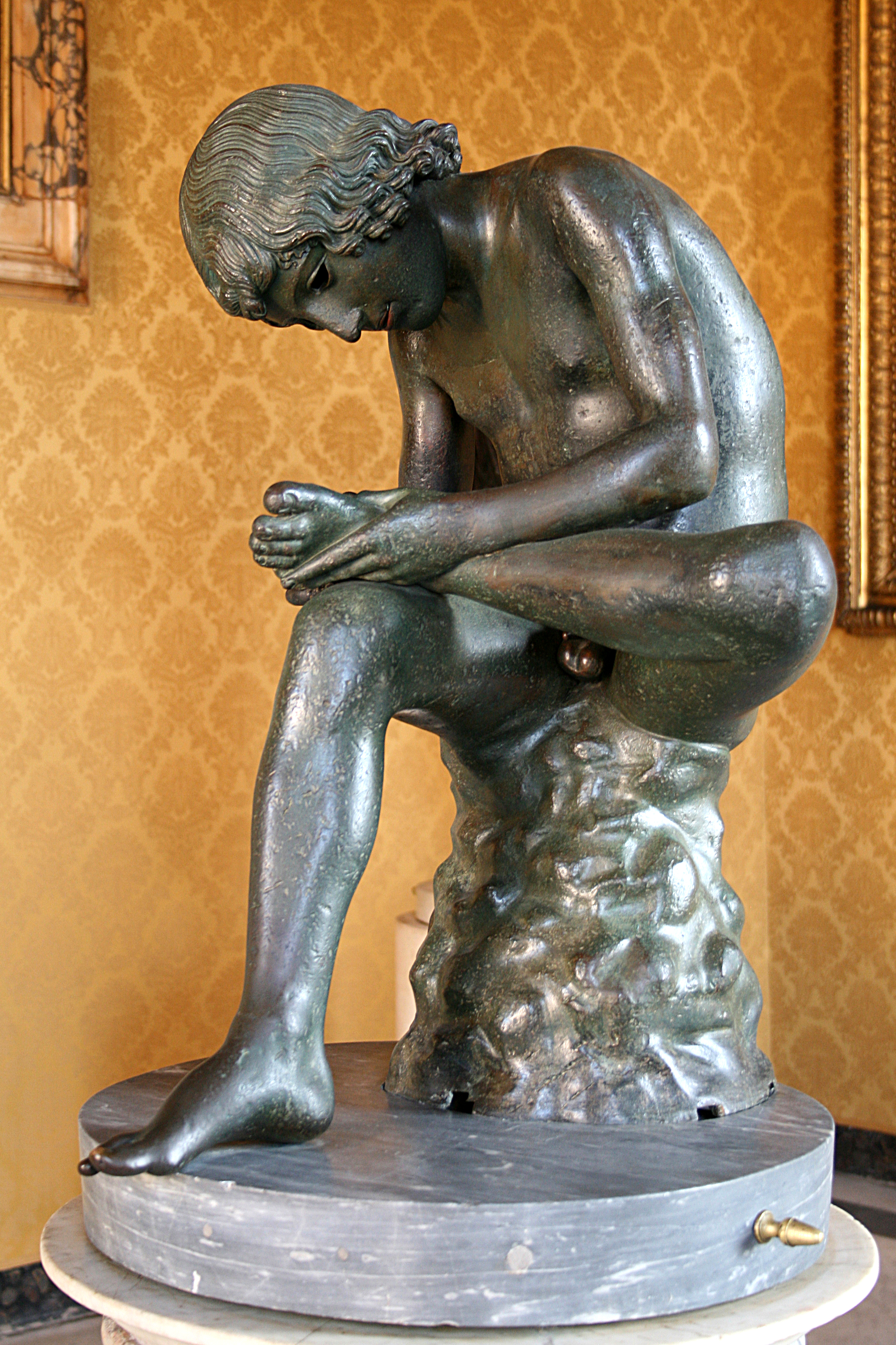
Spinario
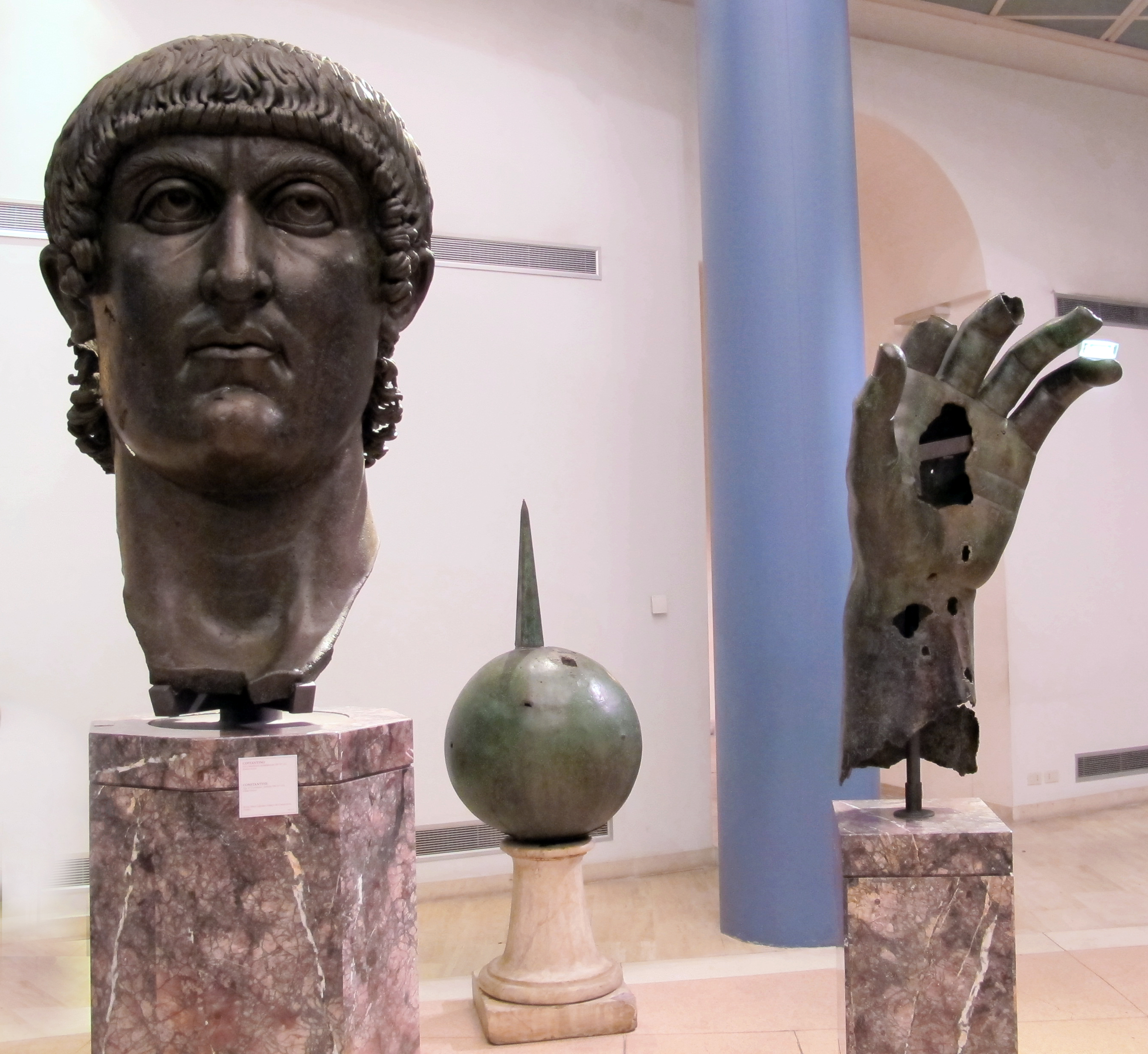
Partes do colosso de bronze de Constantino